# Výprava do pekel
Výprava do pekel (Экспедиция в преисподнюю) je název humorného vědeckofantastického příběhu s pohádkovým námětem, který za spolupráce s bratrem Borisem napsal ruský sovětský spisovatel Arkadij Strugackij pod pseudonymem S. Jaroslavcev. Kniha má charakter zábavného sci-fi příběhu pro mládež a některé její části působí jako parodie na schematická díla socialistického realismu.

## Vznik knihy
Roku 1972 začali bratři Strugačtí pracovat na scénáři kresleného filmu a názvem Honička v kosmu (Погоня в Космосе), který nebyl schválen sovětskou cenzurou s odůvodněním, že takovou karikaturu sovětští lidé nepotřebují.  Arkadij Strugackij pak sám přepsal scénář na pohádkový příběh, jehož první dvě části vyšly časopisecky roku 1974 a třetí, rovněž časopisecky, až roku 1984. Kompletní knižní vydání je až z roku 1988.
Kniha se skládá ze tří relativně samostatných novel:
- Honička v kosmu (1974, Погоня в Космосе),
- Operace Itaj-Itaj (1974, Операция "Итай-итай)
- Výprava do pekel (1984, Иван, сын Портоса), originální ruský název zní Ivan, syn Porthose.

## Obsah knihy
Příběh se odehrává ve vzdálené budoucnosti 23. století na Zemi i ve vesmíru a jeho hlavními hrdiny jsou tři nerozluční přátelé, kteří si říkají podle Dumasových Tří mušketýrů Athos, Porthos a Aramis. Athos je umělec, Porthos sportovec a Aramis vědec. Kromě nich v knize vystupuje také jejich d'Artagnan v sukni, půvabná dívka Galja, a také další postavy, které podtrhují pohádkový charakter knihy (například doktor Bolíto).
Příběh obsahuje vše, co patří k žánru space opery: vesmírné bitvy, fantastické stroje, mimozemšťany a mimozemská monstra, cestování v čase, superzbraně a supervynálezy. Když Zemi napadnou galaktičtí piráti vedení Dvouhlavým Julem, jdou všichni tři přátelé neohroženě do boje, aby zachránili unesenou Galju a osvobodili galaxii od zla zosobněného superpadouchem Velkým Krakenem.

## Česká vydání
- Výprava do pekel, Lidové nakladatelství, Praha 1988, přeložil Jaroslav Piskáček,